# Vraiville
Vraiville é uma comuna francesa na região administrativa da Normandia, no departamento de Eure. Estende-se por uma área de 6,84 km². Em 2010 a comuna tinha 723 habitantes (densidade: 105,7 hab./km²).